# Norbert Aresin
Norbert Maria Aresin (* 20. Mai 1911 in Olmütz; † 7. April 1971 in Bad Liebenstein) war ein deutscher Mediziner.

## Leben
Norbert Aresin wurde am  20. Mai 1911 in Olmütz geboren. 1930 begann er an der  Universität Wien das Medizinstudium, wechselte später zur Universität Prag und beendete dort 1936 sein Studium mit der Promotion zum Doktor. 1934 erhielt er eine Gefängnisstrafe wegen kommunistischer Aktivitäten. Die Deutsche Universität Prag stellte ihn nach der Promotion für zwei Jahre als medizinischen Assistenten ein, anschließend wurde er Assistenzarzt an einem Werkkrankenhaus in Witkowitz. 1942 nahm er am Afrikafeldzug teil, geriet in amerikanische Kriegsgefangenschaft und kam 1945 frei.
Die nächsten zwei Jahre verbrachte Aresin als Oberassistent an der Marburger Deutschhausklinik. 1947 betätigte er sich als Gynäkologe und wurde zugleich als Arzt an der Universitätsfrauenklinik Leipzig angestellt. Zum Oberarzt beförderte man ihn 1949.

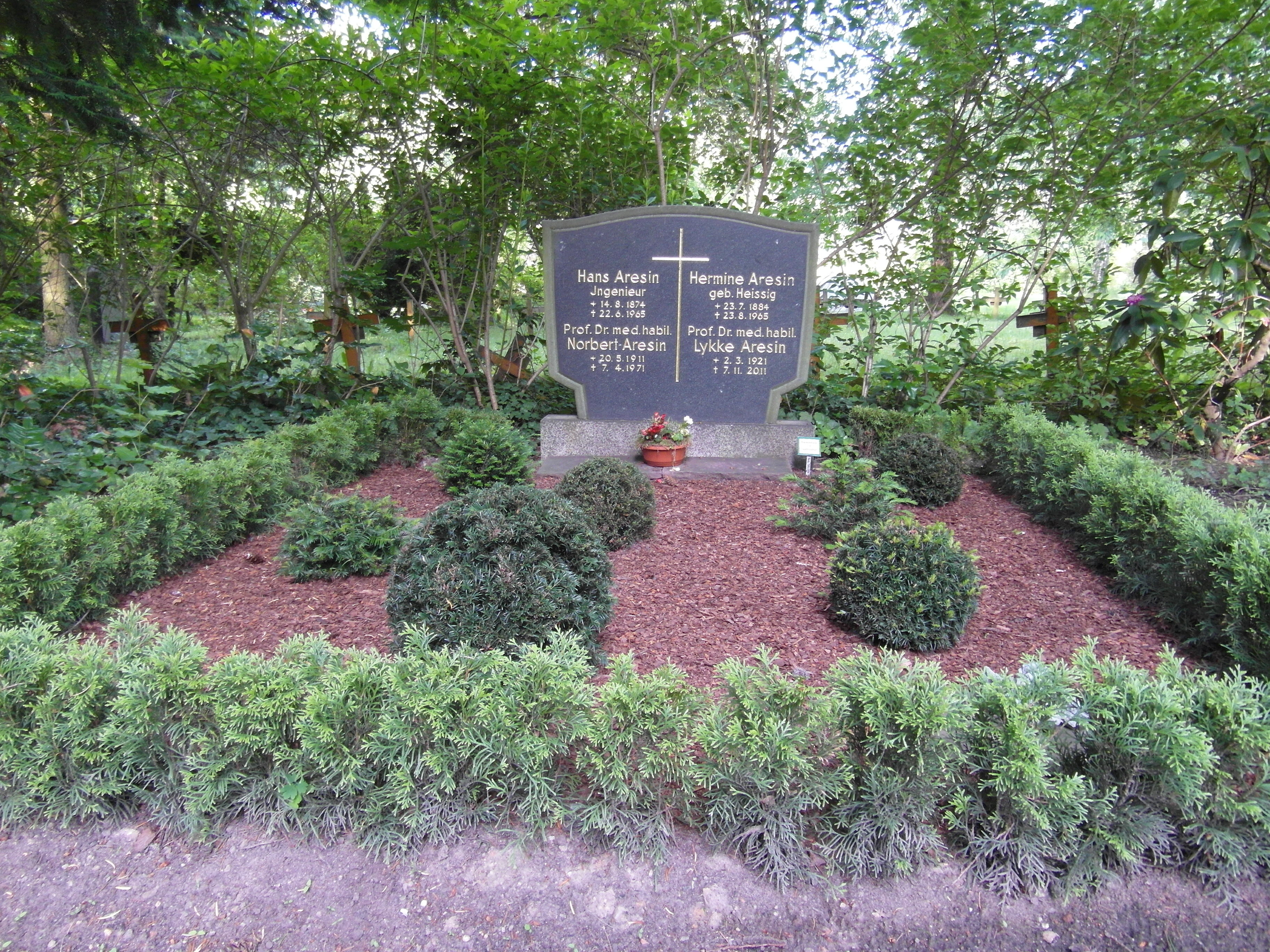
Grabstätte Familie Aresin auf dem Südfriedhof Leipzig

Er habilitierte sich 1950 an der Universität für Gynäkologie und Geburtshilfe, und noch im gleichen Jahr begann er eine Tätigkeit als Dozent. 1952 zeichnete man ihn als Verdienten Arzt des Volkes aus. An der Universität 1953 zum lehrbeauftragten Gynäkologieprofessor befördert, gab er 1954 seine Oberarztstelle ab, um Prorektor an der Medizinischen Akademie Erfurt zu werden.
Die Erfurter Frauenklinik stellte Aresin 1954 als Direktor ein, zugleich verließ er Leipzig und wurde an der Akademie Erfurt Professor der Gynäkologie und Geburtshilfe. Um den wissenschaftlichen Nachwuchs an der Akademie kümmerte er sich seit 1957 als Prorektor. Allerdings verließ er Erfurt bereits 1958 wieder und wurde an der Universität Leipzig wieder Professor der Geburtshilfe und Gynäkologie, dazu auch Direktor der Frauenklinik. Im Folgejahr verlieh ihm die Universität ihre Ehrennadel.
Aresin bekam den Vaterländischen Verdienstorden 1961 verliehen, 1968 beförderte man ihn zum ordentlichen Professor. Am 7. April 1971 verstarb er in Bad Liebenstein im Alter von 59 Jahren. Er war mit der Sexualwissenschaftlerin Lykke Aresin verheiratet.
Er hatte sich außerberuflich besonders Problemen der Blutspende sowie der Ehe- und Sexualberatung gewidmet. Er war Mitglied in der Gesellschaft für Gynäkologie und Geburtshilfe, seit 1934 der Kommunistischen Partei Deutschlands und seit 1947 der Sozialistischen Einheitspartei Deutschlands.

## Werke
- Über den Einfluss gesellschaftlich-ökonomischer und beruflicher Faktoren auf den Gesundheitszustand erwerbstätiger Frauen mit besonderer Berücksichtigung gynäkologischer Erkrankungen. 1950.
- Hebammenlehrbuch. Leipzig 1962.
- Plazenta und Wehen. Leipzig 1962.